# 横浜市立幸ヶ谷小学校
横浜市立幸ヶ谷小学校（よこはましりつこうがやしょうがっこう）は、神奈川県横浜市神奈川区幸ヶ谷にある公立小学校。

## 沿革
- 1929年（昭和4年）5月23日 - 創立記念日とする。
- 1941年（昭和16年）4月1日 - 横浜市幸ヶ谷尋常高等小学校を横浜市幸ヶ谷国民学校と改称した。
- 1947年（昭和22年）4月1日 - 横浜市幸ヶ谷国民学校を横浜市立幸ヶ谷小学校と改称する。
- 1954年（昭和29年）11月2日 - 創立25周年記念式挙行。記念事業として外柵ならびに屋上に金網を設置する。
- 1964年（昭和39年）4月1日 - 横浜市で初めての言語指導学級（言語通級指導教室）を開設する。
- 1972年（昭和47年）7月5日 - 組立式プール完成（10m×20m×1m）し、プール開きと落成式挙行。
- 1978年（昭和53年）5月21日 - 創立50周年記念式典挙行。
- 1980年（昭和55年）4月1日 - 難聴指導学級（難聴通級指導教室）を併設する。
- 1985年（昭和60年）3月14日 - 新校舎落成式挙行。
- 1998年（平成10年）5月24日 - 70周年記念式典挙行し、祝賀会開催。
- 1999年（平成11年）6月14日 - はまっ子ふれあいスクール開設。
- 2005年（平成17年）11月29日 - ネットデーを実施する。
- 2006年（平成18年）
  - 6月22日 - 学校見守り隊発足。
  - 11月18日 - おやじの会発足。
- 2008年（平成20年）
  - 5月18日 - 創立80周年記念式典挙行。
  - 6月3日 - 増築棟校舎工事着工。
  - 9月3日 - 創立80周年記念壁画の彩色を開始する。
  - 10月22日 - 創立80周年記念壁画が完成。
  - 11月11日 - グランド連絡通路が完成。
  - 11月28日 - 幸ヶ谷グランド体育倉庫・トイレが完成する。
- 2009年（平成21年）
  - 3月10日 - 幸ヶ谷グランドの改修が完了。
  - 3月16日 - 増築棟が完成。
  - 4月25日 - 増築棟の落成式挙行。
  - 8月28日 - 校庭遊具・鉄棒・砂場・校庭芝生の使用を開始。
  - 9月3日 - 「校務の情報化」に伴う、サーバー・パソコンが設置される。
  - 9月24日 - 既存棟トイレの改修工事が終了。
- 2010年（平成22年）
  - 2月26日 - 電波受信設備改修工事完了。
  - 3月26日 - 横浜市東部方面施設電気設備緊急改修工事完了
  - 8月25日 - 教室等照明設備改修工事完了。
- 2012年（平成24年）2月28日 - 放課後キッズクラブ教室整備工事完了。
- 2013年（平成25年）
  - 9月 - 空調設備改修工事完了。
  - 12月 - ユネスコスクール加盟。

## 通学区域
2024年8月5日時点
- 横浜市神奈川区
  - 青木町
  - 大野町
  - 神奈川一丁目1番地から16番地まで、17番地の1、18番地から終りまで、神奈川二丁目
  - 神奈川本町
  - 金港町
  - 幸ヶ谷
  - 栄町
  - 橋本町
  - 星野町
  - 山内町

2024年8月5日以降に入学する児童は、神奈川一丁目17番地の2から17番地の8と東神奈川一丁目については、横浜市立神奈川小学校の校区となっている。

## 交通
- 横浜市営バス「48」・「86」の各系統で、「神奈川公園前」バス停下車後、徒歩。なお、「48」系統の「コットンハーバー」行は「神奈川公園前」バス停には停車しない（横浜駅行は停車）[2][3]。
  - 1番ポールから、徒歩約260m・約4分（国道15号を跨ぐ歩道橋経由）。
  - 2番ポールから、徒歩約165m・約3分。
    - なお、2番ポールは学校敷地そば、1番ポールも学校敷地まで約45mだが、校門設置個所と道路（通学路）の関係で若干の遠回りとなる。
- 京浜急行電鉄本線神奈川駅から、徒歩約470m・約8分。
  - なお、神奈川駅駅舎から学校敷地までは約260mだが、こちらも校門設置個所と道路（通学路）の関係で若干の遠回りとなる。

## 学校周辺
- 学校法人横浜アイリス学園幸ヶ谷幼稚園 - 横浜市道をはさんで、敷地が隣接。
- 国道15号
- 首都高速道路横羽線
- 宗興寺 - 横浜市道をはさんで、敷地が隣接。
- 運動場
- 幸ヶ谷公園
- 洲崎大神
- 神奈川公園

## 関係者・出身有名人

### 教職員
- 土井幸美（教諭） - パレスチナ問題など様々な政治や社会問題に対して批判的な立場で取り組んでいる。

### 出身有名人
- 三浦隆 - 衆議院議員、研究者
- 出川哲朗 - お笑いタレント
- 水嶋ヒロ - 俳優